# شیطان و دنیل جانستون
شیطان و دنیل جانستون (انگلیسی: The Devil and Daniel Johnston) فیلمی در ژانر مستند است که در سال ۲۰۰۵ منتشر شد. از بازیگران آن می‌توان به دانیل جانستون اشاره کرد.

## خلاصه فیلم
این مستند سفری است در مسیر زندگی دانیل جانستون خواننده و ترانه‌سرای بزرگ آمریکایی که جنگ دانیل با ذهن دوقطبی و پرآشوبش را به تصویر می‌کشد...